# Parque oriental de Maulévrier
El Parque Oriental de Maulévrier (en francés: Parc oriental de Maulévrier) es un jardín japonés, jardín botánico y arboreto de 29 hectáreas de extensión situado alrededor del « Château Colbert » en Maulévrier, Francia.
Está catalogado como « Jardin Remarquable» ( jardín notable ) en el 2004 por el « Ministère de la Culture et de la Communication » (Ministerio de la Cultura y la Comunicación) de Francia.

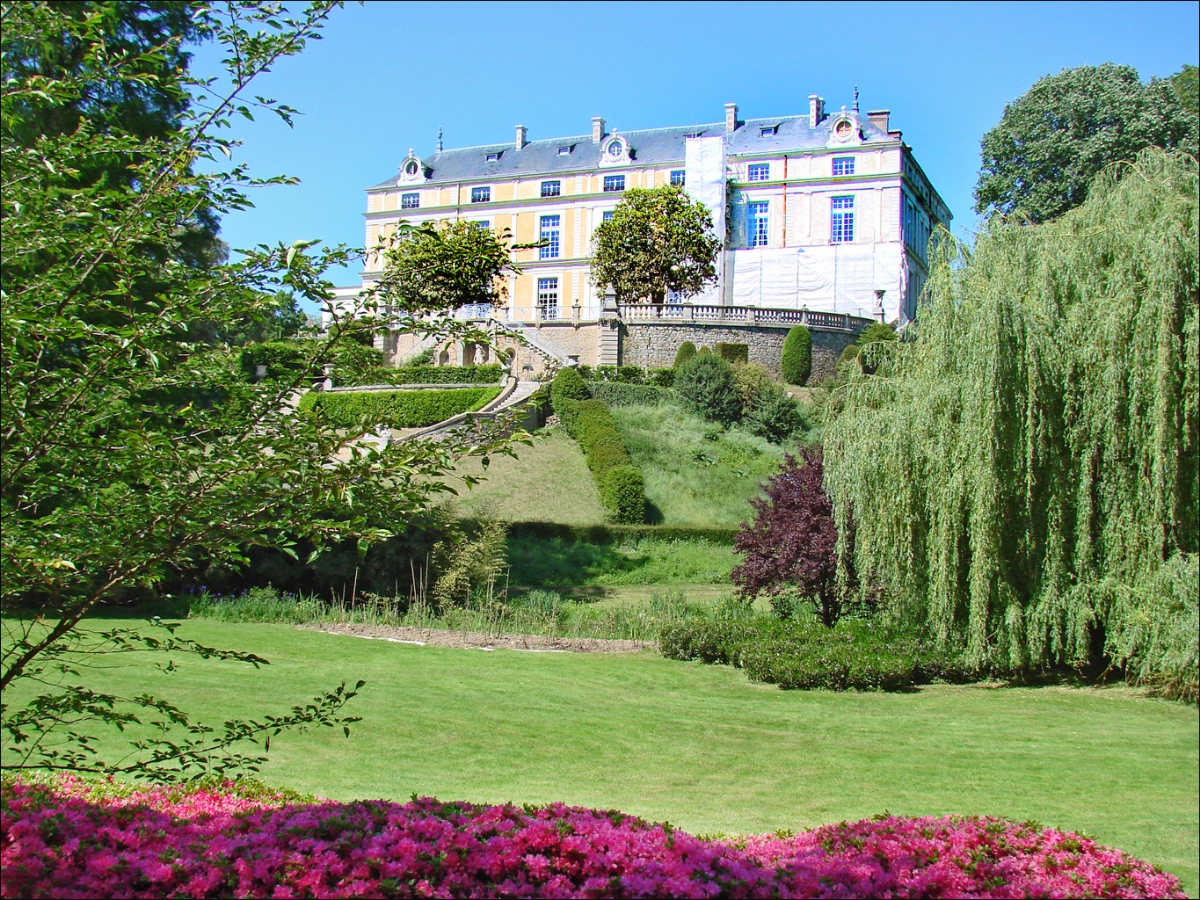
El « Château Colbert », situado junto al parque.

## Localización
Parc oriental de Maulévrier Château Colbert, Maulévrier, Département de Maine-et-Loire, Pays de la Loire, France-Francia.
Planos y vistas satelitales.47°00′13″N 0°45′01″O / 47.00361, -0.75028
Se encuentra abierto todos los días del año.

## Historia
El parque se creó entre 1899 y 1913 sobre la base de Château Colbert por el famoso arquitecto parisiense Alexandre Marcel (1860-1928), diseñador del pabellón de Camboya en la Exposición Universal de París del año (1900), para el propietario industrial del castillo. 
Los elementos Khmeres del parque se reproducen a partir de moldes de piezas exhibidas en esta Exposición Universal. 
Casado con la hija del propietario, Marcel a menudo ha vivido en el castillo, con lo cual supervisó su adaptación paisajista. 
Tras su muerte, permaneció en la residencia hasta su propia muerte en 1945, después de la cual el parque cayó en la desidia durante 40 años.
En 1976, la propiedad del castillo se fragmentó en tres, el municipio de Maulévrier readquiere el parque, entonces completamente abandonado en 1980. 
La restauración comenzó en 1987, basada en fotografías y recuerdos, y en el 2004 el jardín fue etiquetado como «Jardin Remarquable» por el Ministerio de Cultura de Francia.

## Colecciones
Actualmente, el parque es el jardín japonés más grande de Europa.
Alberga unas 300 especies de plantas, con azaleas, camelias, rhododendron, aceres japoneses, cerezos japoneses y otros muchos. 
Hay también una exposición permanente de bonsais y de cerámicas. 
Cada año los días de excepción presentan animaciones y obras de Landart.
Algunos detalles del "Parc oriental de Maulévrier".

Detalles
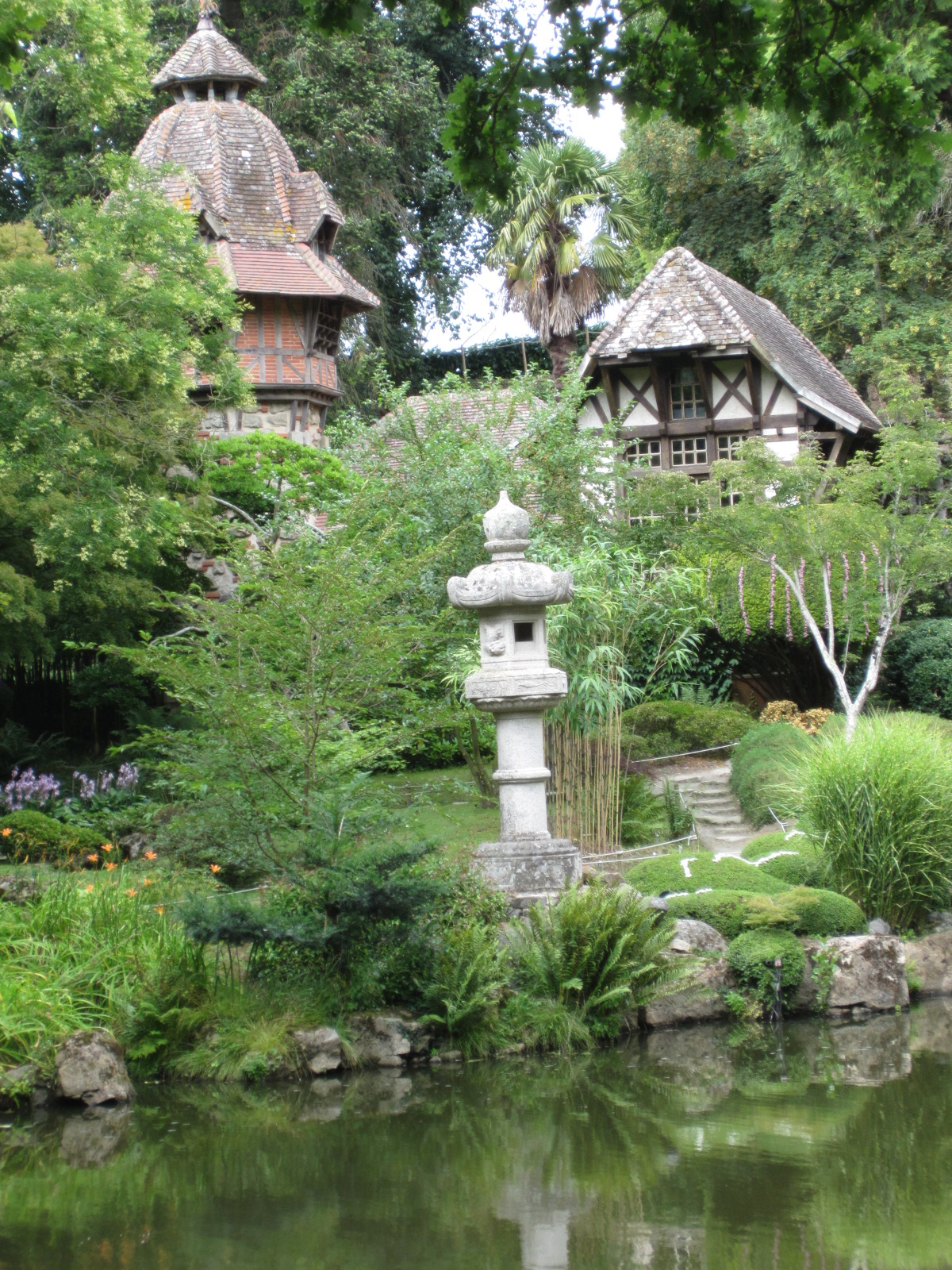
Linternas japonesas de piedra.
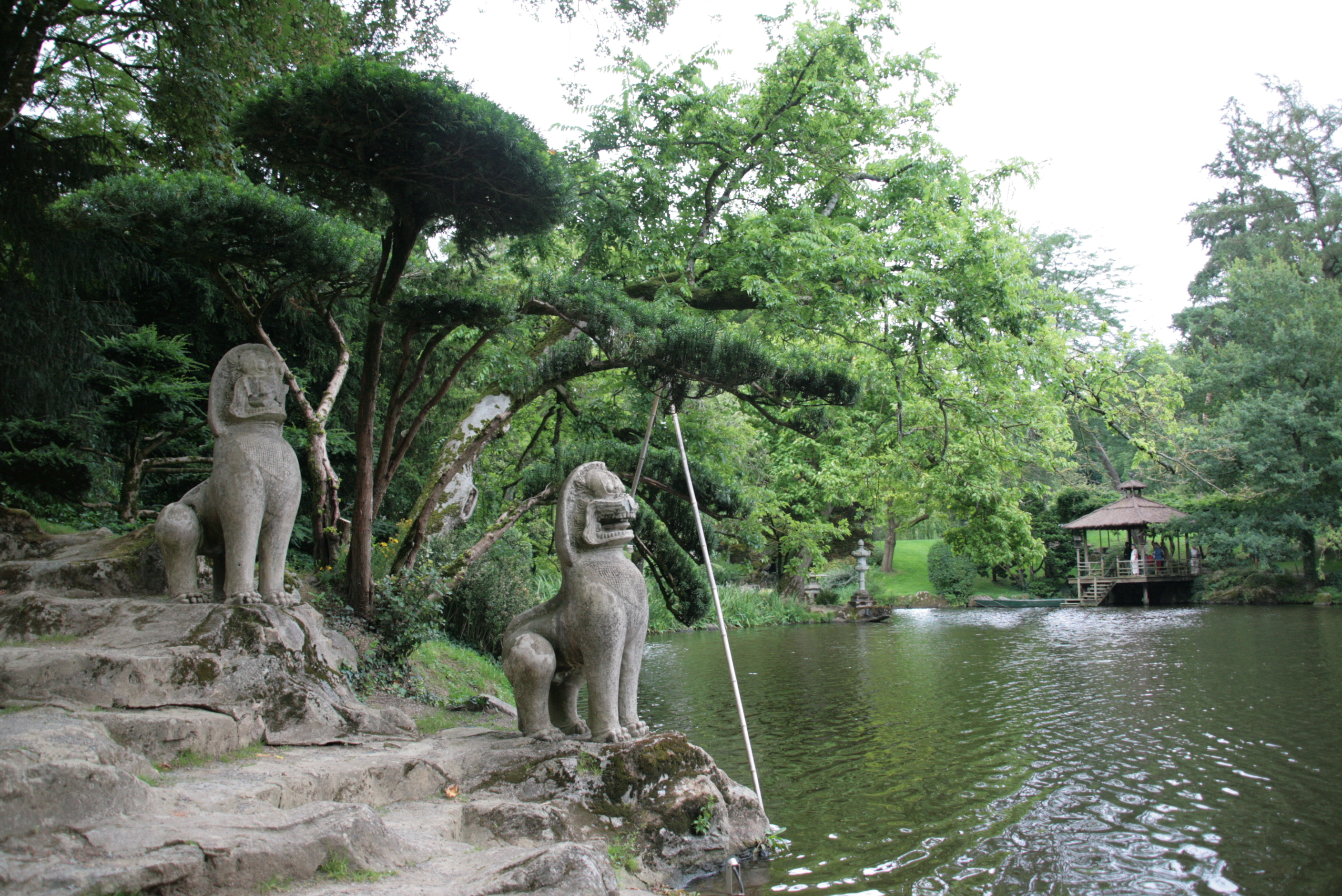
Bajada al estanque.
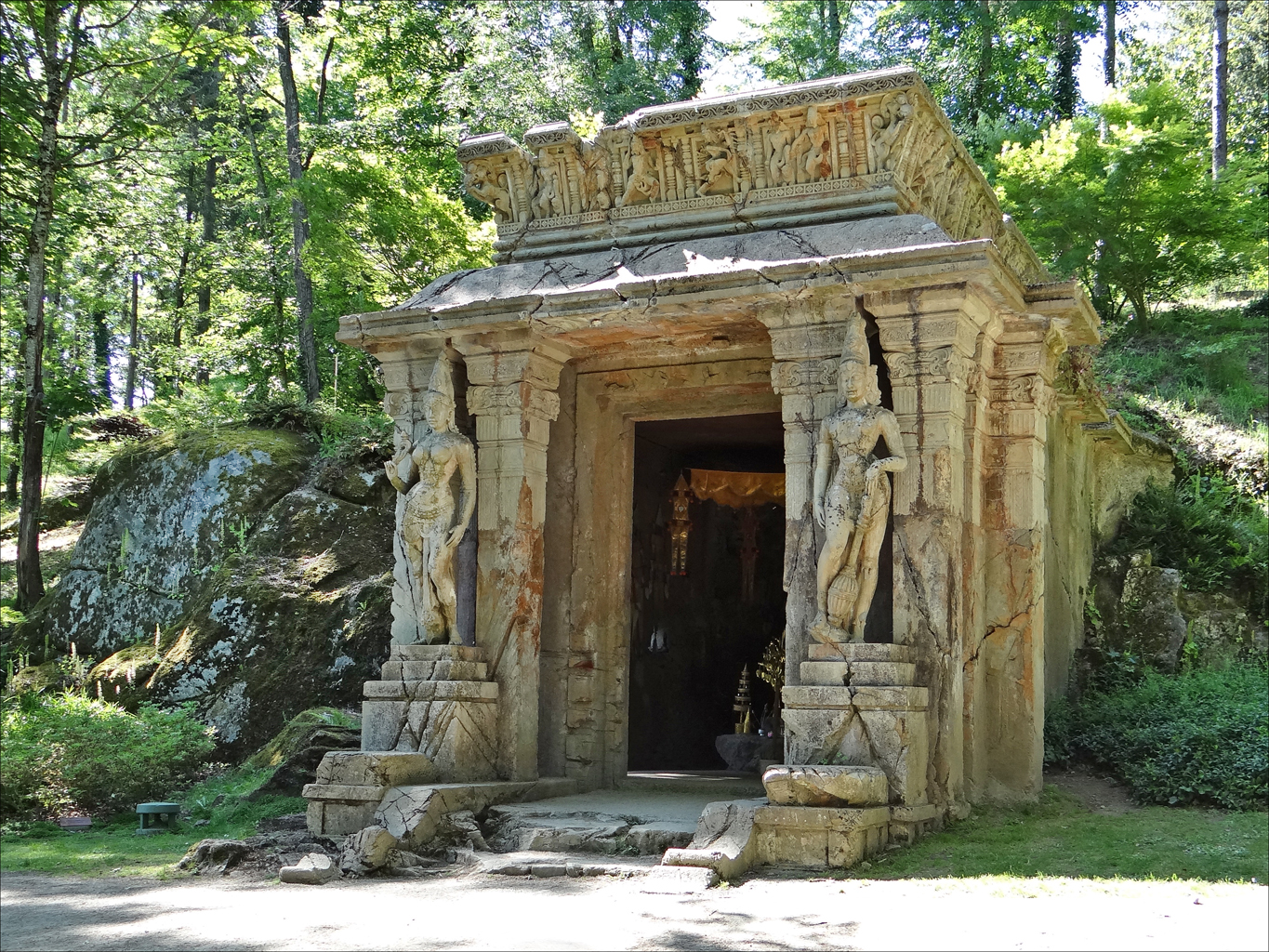
El templo khmer.
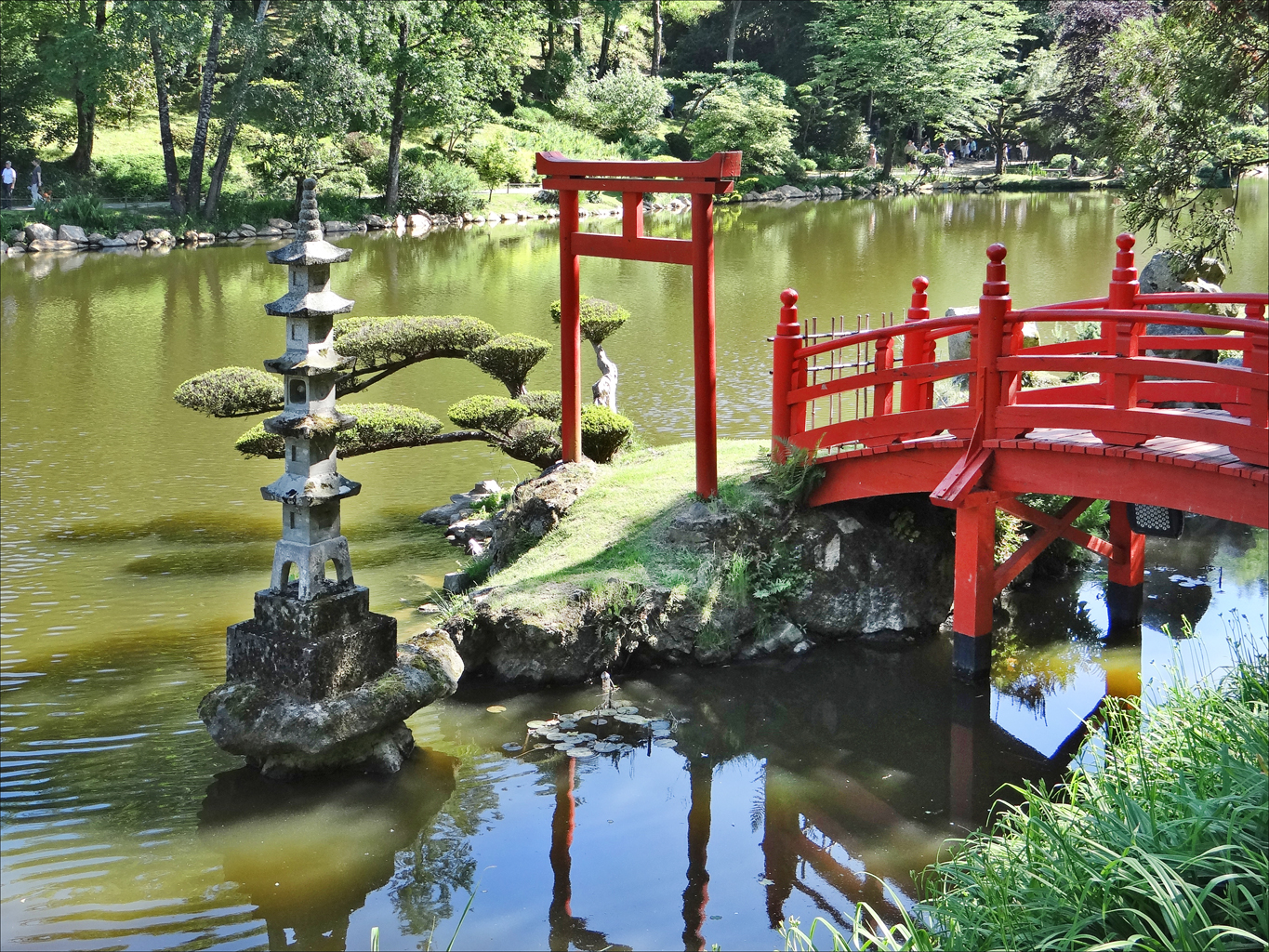
El puente rojo.
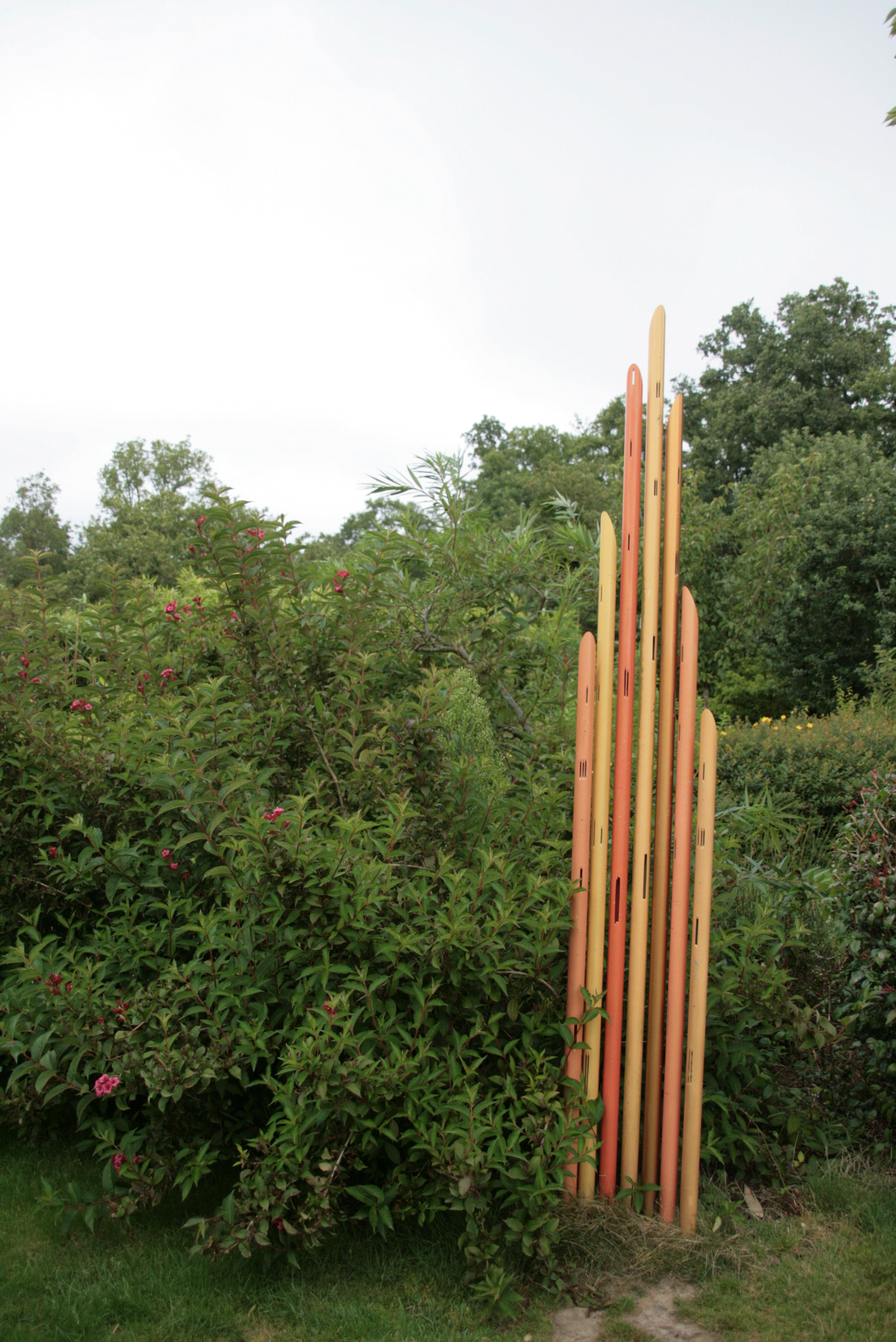
Escultura moderna en el parque.